# Detlef Fronda
Detlef Fronda (* 25. September 1956; † 14. Oktober 2018) war ein deutscher Basketballspieler.

## Leben
Fronda spielte Basketball beim BC Gelsenkirchen, ging dann zum Studium nach Münster und spielte beim örtlichen UBC Münster, ehe er 1979 zur BG Hagen wechselte. Mit Hagen stieg er in der Spielzeit 1979/80 von der 2. Basketball-Bundesliga in die Basketball-Bundesliga auf und gehörte in der Saison 1980/81 auch in der höchsten bundesdeutschen Spielklasse zum BG-Aufgebot, verpasste mit der Mannschaft aber 1980/81 den Bundesliga-Klassenerhalt. Fronda wechselte zum TuS Herten, mit dem der Aufbauspieler 1985 in die 2. Bundesliga aufstieg. 1986 zog er sich in Hertens zweite Mannschaft zurück. Darüber hinaus war er in Herten in der Jugendarbeit, in der Abteilungsleitung sowie später bis 2002 als Trainer der Herrenmannschaft tätig, die er im Gespann mit Gerd Kusau in die 1. Regionalliga West führte.
Beruflich war Fronda für die Stadt Herten tätig. Ab 1985 absolvierte er dort eine Ausbildung für den Verwaltungsdienst und war hernach im Tiefbauamt, im Fachbereich Bauen sowie im Kommunalbüro tätig. Ab 2004 war er bei der Stadt Herten für die Beziehungen zu Vereinen und ab 2009 auch zu Partnerstädten zuständig.